# Ulla Terlinden
Ulla Terlinden (* 1945) ist eine deutsche Soziologin und Stadt- und Geschlechterforscherin.

## Leben
Ulla Terlinden wuchs in Kleve am Niederrhein auf. Nach einer Ausbildung in Grafik-Design studierte sie an der Technischen Universität Berlin Soziologie und Stadtplanung. 1978 bis 1983 war sie dort wissenschaftliche Assistentin für Stadt- und Regionalsoziologie.
Es folgte eine selbständige Tätigkeit im Büro für Stadtplanung und Stadtsoziologie (in Bürogemeinschaft mit  Kerstin Dörhöfer) mit Expertisen zur Wohnungsversorgung misshandelter Frauen, Sozialplanung in Sanierungsgebieten und Kulturgeschichte des Wohnens.
1988 promovierte sie an der Technischen Universität Berlin und habilitierte sich dort im Fach Soziologie. Danach nahm sie Gast- und Vertretungsprofessuren wahr. Von 1995 bis 2008 hatte sie eine Professur für sozio-ökonomische Grundlagen urbaner Systeme an der Universität Kassel. 1998 bis 2000 oblagen ihr als Dekanin Planung, Durchführung und Evaluation des englischsprachigen Studiums am Projektbereich „City“ der Internationalen Frauenuniversität an den Universitäten Kassel und Hannover.
Sie ist Mitglied der Deutschen Gesellschaft für Soziologie und der Sektion für Stadt- und Regionalsoziologie sowie im Freundinnenkreis des Archivs der Deutschen Frauenbewegung in Kassel. Ihre Forschungs- und Lehrgebiete beinhalten soziologische Stadtforschung und Geschlechterstudien in Stadtplanung und Architektur.

## Buchpublikationen
- mit Susanna von Oertzen: Die Wohnungsfrage ist Frauensache! Frauenbewegung und Wohnreform 1870 bis 1933. Reimer, Berlin 2006, ISBN 3-496-01350-8.
- (ed): City and Gender. International Discourse on Gender, Urbanism and Architecture. Schriften der Internationalen Frauenuniversität – Technik und Kultur. Leske und Budrich, Opladen 2003, ISBN 3-8100-3495-9.
- mit Kerstin Dörhöfer: Verortungen. Geschlechterverhältnisse und Raumstrukturen. Birkhäuser, Basel/ Berlin/ Boston 1998, ISBN 3-7643-5772-X.
- Gebrauchswirtschaft und Raumstruktur. Silberburg, Stuttgart 1990, ISBN 3-925344-73-X.
- mit Kerstin Dörhöfer: Verbesserung der Wohnsituation von misshandelten Frauen und ihren Kindern nach dem Verlassen des Frauenhauses. Schriftenreihe des Bundesministeriums für Jugend, Familie, Frauen und Gesundheit. Kohlhammer, Stuttgart/Berlin/Köln/Mainz 1987, ISBN 3-17-010102-1.
- mit Kerstin Dörhöfer (Hrsg.): Verbaute Räume. Auswirkungen von Architektur und Stadtplanung auf das Leben von Frauen. 2. Auflage. Pahl-Rugenstein, Köln 1987, ISBN 3-7609-1119-6.
- mit Walter Bückmann: Stadt und Umwelt. Theoretische Grundlagen eines UVP-Modells zur synoptischen Erfassung von Umweltbelastungsfaktoren. Springer, Berlin 1979, ISBN 3-428-04484-3.
- mit Walter Andritzky: Mitwirkung von Bürgerinitiativen an der Umweltpolitik. Berichte des Umweltbundesamtes. Berlin 1978, ISBN 3-503-01761-5.